# Котозеро
Ко́тозеро — населённый пункт в составе Малиновараккского сельского поселения Лоухского района Республики Карелия и железнодорожная станция Мурманского отделения Октябрьской железной дороги.

## Общие сведения
Расположен на восточном берегу озера Нижнее Котозеро, вблизи железнодорожной линии Чупа—Княжная.

## Население
| 2002 | 2009 | 2010 | 2013 |
| ---- | ---- | ---- | ---- |
| 6    | ↘1   | ↘0   | →0   |